# Liste der Mitglieder der Deutschen Akademie der Naturforscher Leopoldina/1730
Die Liste der Mitglieder der Deutschen Akademie der Naturforscher Leopoldina für 1730 enthält alle Personen, die im Jahr 1730 zum Mitglied ernannt wurden. Insgesamt gab es neun neu gewählte Mitglieder.

## Mitglieder
| Nr. | Name                               | Beiname               | Geboren       | Aufnahme | Gestorben     | Bild                   | Datenbank |
| --- | ---------------------------------- | --------------------- | ------------- | -------- | ------------- | ---------------------- | --------- |
| 411 | Moritz Anton Cappeler              | Archyta Tarentinus I. | 9. Juni 1685  | 1. Jun.  | 16. Sep. 1769 | Moritz A. Kappeler     | 3137      |
| 412 | Johann Heinrich Müller             | Marcus Manilius I.    | 15. Jan. 1671 | 17. Jul. | 5. März 1731  | Johann Heinrich Müller | 4372      |
| 413 | Johann Georg Hasenest              | Asclapon              | 12. Mai 1688  | 14. Sep. | 22. Okt. 1771 | Johann Georg Hasenest  | 3681      |
| 414 | Johann Georg Vogel                 | Theoxenus I.          |               | 18. Nov. |               |                        | 7070      |
| 415 | Johann Maximilian von Peithersberg | Acron II.             |               | 27. Nov. |               |                        | 5969      |
| 416 | Johann Friedrich Böli              | Cineas                | 30. Mai 1708  | 7. Dez.  | 17. Nov. 1733 |                        | 2079      |
| 417 | Hermann Paul Juch                  | Lullius               | 30. Sep. 1676 | 8. Dez.  | 16. Juli 1756 |                        | 4017      |
| 418 | Johann Sebastian Albrecht          | Panthemus             | 4. Juni 1695  | 15. Dez. | 8. Okt. 1774  |                        | 1585      |
| 419 | Georg Friedrich Richter            | Nicetas               | 26. Okt. 1691 | 18. Dez. | 23. Juni 1742 |                        | 5056      |